# Tomohon
Tomohon är en stad på nordöstra Sulawesi i Indonesien. Den ligger strax söder om den större staden Manado i provinsen Sulawesi Utara och har cirka 100 000 invånare.